# Ángel Alberto Alameda
Ángel Alberto Alameda Pedraza (n. 14 de abril de 1962) es un diputado mexicano en la LXX Legislatura de Nuevo León (2003-2006). 
Nació el 14 de abril de 1962 en la ciudad de Linares, Nuevo León al noreste del país y se graduó como Profesor de Educación Básica en la Escuela Normal Serafín Peña. Posteriormente recibió la Licenciatura en Educación en la Universidad Pedagógica Nacional. Ha ocupado diversos cargos en la administración pública y en su partido, el Revolucionario Institucional (PRI), entre los cuales destacan la Subsecretaría de Servicios Educativos de Nuevo León, la Secretaría de Atención a Grupos Vulnerables de la Confederación Nacional de Organizaciones Populares y la Secretaría del Ayuntamiento de Linares.